# Oliecrisis van 1979

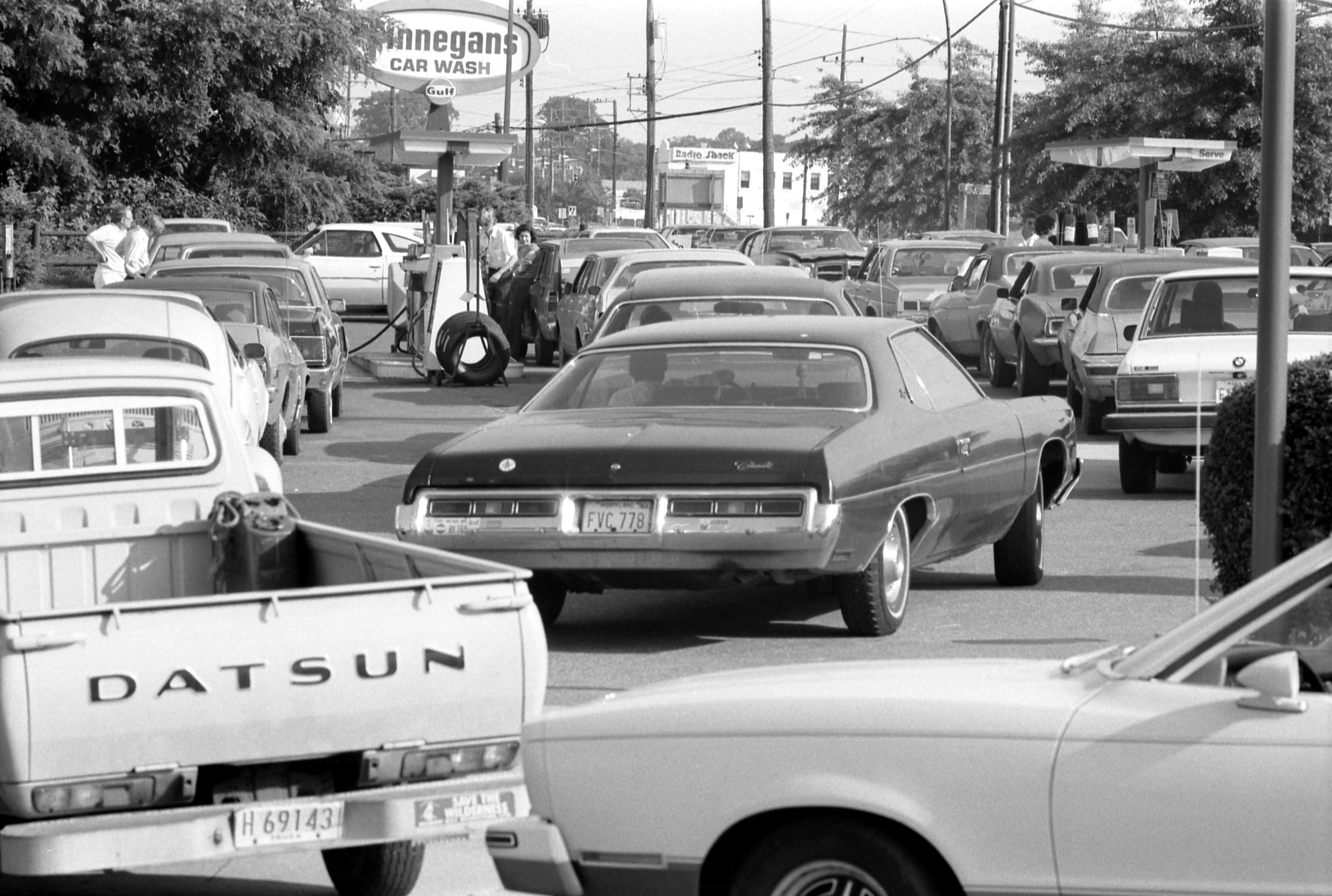
Rijen voor een benzinestation in de VS, 1979.

Na de oliecrisis van 1973 stegen de olieprijzen in 1979/1980 wederom sterk. De oorzaak van de oliecrisis van 1979 (ook wel de tweede oliecrisis genoemd) lag in de onrust in het Midden-Oosten waar de sjah van Perzië, Mohammed Reza Pahlavi, tijdens de Iraanse Revolutie moest vluchten om plaats te maken voor de Iraanse islamitische leider ayatollah Khomeini. Het nieuwe regime bracht de olie-export weliswaar weer op gang, maar bood een lager volume op de markt aan waardoor de prijzen stegen.

## Nederland
De Nederlandse economie kwam sterk onder druk te staan door de sterk stijgende prijzen. Nederland kon de enorme uitgaven niet meer opbrengen. Het toenmalige kabinet-Van Agt I besloot daarop de uitkeringen en de lonen te verlagen. De werkloosheid bereikte de grootste hoogte sinds de jaren dertig. Ongeschoolde arbeid kromp tot 1984 met 90%.